# Estado paralelo
Estado paralelo, Estado profundo ou Estado dentro do Estado são termos usados para descrever uma situação política que acontece quando um órgão interno de um determinado país (como as forças armadas, as agências de inteligência, polícia, partidos ou outros grupos, formais ou informais) passa a não mais responder à liderança democrática e legalmente estabelecida.
O termo, como muitos na política, deriva da língua grega (κράτος εν κράτει, kratos en kratei, adotado mais tarde para o latim como imperium in imperio ou o status in statu). Às vezes, o termo refere-se a empresas estatais que, embora formalmente estejam sob o comando do governo, agem como instituições privadas. Em outras vezes, o termo refere-se a empresas que, embora formalmente privadas, agem de fato como um "Estado dentro do Estado", tamanha sua influência.
O termo é comumente usado no contexto de teorias da conspiração, sugerindo que o governo de determinado país é controlado por agentes externos ou impotente, muitas vezes propondo ações de entidades mais obscuras que as agências existentes.
Alguns debates políticos em torno da separação entre Igreja e Estado giram em torno da percepção de que, se não for controlada, a Igreja poderia voltar a se transformar em uma espécie de Estado dentro do Estado, uma consequência ilegítima do poder civil natural do Estado e antidemocrática.

## Panorama
Um estado profundo é um tipo de governança composta de redes de poder potencialmente secretas e não autorizadas operando independentemente da liderança política de um estado em busca de sua própria agenda e objetivos. No uso popular, o termo carrega conotações extremamente negativas.  A gama de usos possíveis do termo é semelhante à de governo paralelo . A expressão "estado dentro do estado" é um conceito mais antigo e semelhante. Historicamente, designou uma organização bem definida que busca funcionar de forma independente, enquanto o estado profundo se refere mais a uma organização oculta que busca manipular o estado público.
As fontes potenciais para a organização do estado profundo incluem elementos desonestos entre os órgãos do estado, como as forças armadas ou autoridades públicas, como agências de inteligência, polícia, polícia secreta, agências administrativas, burocracia governamental, além de quaisquer outros agrupamentos coletivos que possam atuar de forma considerável dentro do Estado.
Durante a presidência de Donald Trump, a retórica do estado profundo foi usada nos Estados Unidos para descrever o "governo permanente" de burocratas de carreira arraigados ou funcionários públicos agindo de acordo com o mandato de sua agência e estatutos do Congresso, quando vistos como em conflito com a atual administração presidencial. A intenção de um estado profundo pode incluir a continuidade do próprio estado, segurança no emprego de funcionários públicos, poder e autoridade aprimorados e a busca de objetivos ideológicos ou programáticos. Pode operar em oposição à agenda dos eleitos, obstruindo, resistindo e subvertendo suas políticas, condições e diretrizes.

Por outro lado, a argumentação de Donald Trump foi considerada, em grande parte, falaciosa e nominada como teoria da conspiração:
Sob o pretexto de impedir um golpe de 'estado profundo' que nunca existiu, Trump parece ter tentado criar seu próprio "estado profundo", disse David Rohde, autor do livro de 2020 “In Deep: The FBI, the CIA , e a Verdade sobre o 'Deep State' da América” e o editor executivo do NewYorker.com. Rohde chamou esse esforço, se tivesse prosseguido sem restrições, de “uma ameaça existencial à democracia.
É fundamental diferenciar o interesse de uma burocracia "normal", a qual, em estados democráticos, naturalmente, irá exercer uma força considerável sobre a respectiva gestão. A ideia de "estado dentro do estado" assemelha-se muito mais a ideia de uma organização ou grupo que exerça o poder de forma intensa e não tolere oposição, influenciando totalmente as decisões de governo ou sendo o governo de facto e não meramente exercendo influência relativa sobre o governo - fenômeno chamado de lobby.

## Significados do termo
O Estado profundo pode referir-se a:
- Planos para um governo de emergência que assume em caso de desastre, para garantia da continuidade do governo.[22]
- Um governo dirigido por:[22]
  - Uma burocracia não eleita ou ramo dos serviços de segurança.
  - Um estado dentro de um estado ou estado profundo – exemplos específicos incluem: estado profundo na Turquia e outros estados não totalmente democráticos.[22]
- Um agrupamento de oposição em um sistema parlamentar (como no caso do "Shadow Cabinet", ou seja, o gabinete das sombras, associado ao parlamentarismo britânica), especialmente em casos de rejeição experimentados por um partido no poder.[22]
- Um "governo oculto", uma teoria da conspiração de um governo secreto.[22]

## Etimologia e uso histórico
O conceito moderno de estado profundo está associado à Turquia, uma suposta rede secreta de oficiais militares e seus aliados civis tentando preservar a ordem secular com base nas idéias de Mustafa Kemal Atatürk de 1923. Há também opiniões de que o profundo Estado na Turquia e " Contra-Guerrilha " foi estabelecido na era da Guerra Fria como parte da Operação Gladio para influenciar a Turquia a se aproximar mais na OTAN contra a ameaça da expansão do comunismo soviético. Um conceito semelhante é a língua grega κράτος ἐν κράτει ( kratos en kratei) que mais tarde foi adotado em latim como imperium in imperio ou status in statu, significando o "estado dentro do Estado".
Nos séculos XVII e XVIII, o debate político em torno da separação entre Igreja e Estado muitas vezes girava em torno da percepção de que, se não fosse controlada, a Igreja poderia se transformar em uma espécie de Estado dentro de um Estado, uma usurpação ilegítima do monopólio do poder civil do Estado.
No início do século 20, o estado profundo também foi usado para se referir a corporações estatais ou empresas privadas que parecem operar em grande parte fora do controle regulatório ou governamental.

## Compreensão acadêmica
Dentro da ciência social em geral e da ciência política especificamente, os estudiosos distinguem entre positivismo ("o que é") e normativismo ("o que deveria ser").  Como a ciência política lida com tópicos que são inerentemente políticos e muitas vezes controversos, essa distinção entre "o que é" (positivo) e "o que deveria ser" (normativo) é crítica porque permite que diversas pessoas com diferentes mundos preferidos discutam as causas, o funcionamento e os efeitos de políticas e estruturas sociais,  enquanto as pessoas podem discordar sobre as qualidades normativas do estado profundo (ou seja, se é bom ou ruim), ainda é possível estudar as qualidades positivas, ou seja, ainda é possível estudar as qualidades positivas (ou seja, suas origens e efeitos) sem exigir um julgamento normativo.
Em um artigo de 1955 no Bulletin of the Atomic Scientists (Boletim de Cientistas Atômicos) , o estudioso realista de relações internacionais Hans Morgenthau citou outros falando sobre um "estado dual" existente nos Estados Unidos: a fachada democrática de políticos eleitos que operam de acordo com a lei, e um hierarquia de segurança nacional e governo paralelo que opera para monitorar e controlar o primeiro. Isto foi dito ser a origem da noção de um estado profundo nos Estados Unidos.
No campo da ciência política, o conceito normativo comum do estado profundo é estudado dentro da literatura sobre o Estado. A literatura atual sobre o estado geralmente traça uma linha de estudos desde a públicação do livro "Bringing the State Back In (1985)".  Dentro dessa literatura, o estado é entendido como um local (a conjunto de regras sob as quais os outros agem e interagem), bem como o ator (com agenda própria). Um exemplo de uma versão não conspiratória do "Estado como ator", como estudado por Todd La Porte.  Sob esse duplo entendimento, a versão conspiratória do conceito de estado profundo seria uma versão do 'Estado como ator', enquanto a versão não conspiratória seria outra versão do 'Estado como ator'.

### História intelectual do conceito
Veja também: Neoinstitucionalismo
Embora o Estado tenha sido um dos temas mais estudados em ciência política, sociologia e economia, o surgimento de novos estudos institucionalistas na década de 1970 trouxe à tona a natureza dual do Estado tanto como local (um conjunto de regras sob a qual os outros agem e interagem), bem como ator (com sua própria agenda).  Este novo institucionalismo contrasta com a revolução comportamental imediatamente anterior que se concentrou em explicações centradas na sociedade para resultados políticos onde o Estado era visto principalmente ou exclusivamente como uma arena onde grupos de interesse disputavam o poder político.

### Estado como ator versus estado como local
O conceito normativo da cultura pop do estado profundo se distingue do conceito clássico de estado dentro da literatura acadêmica sobre o estado pela natureza dual do estado como ator (que persegue certos fins) e local (que estrutura a interação entre atores).  Nesta díade, o estado profundo é chamado de estado-como-ator, enquanto o conceito clássico de estado é chamado de estado-como-local.

#### Estado como local
Para distinguir os processos formais tradicionais do estado do estado-ator, a visão do estado-como-local reflete o estado servindo como uma arena na qual os atores agem. Sob esse conceito, o Estado é visto como uma estrutura organizacional passiva dentro da qual os atores sociais (por exemplo, grupos de interesse, classes) competem por poder, influência e recursos.

#### Estado como ator
O conceito de estado como ator inclui as atividades descritas pelo conceito popular de "estado profundo", concentrando-se em todas as formas de formação e busca de objetivos do estado que são independentes de atores sociais externos (por exemplo, grupos de interesse, classes).
A ciência política e a sociologia positivistas dividem ainda mais esse conceito em autonomia estatal e capacidade estatal. A autonomia do Estado refere-se à capacidade do Estado de perseguir interesses isolados da influência social e econômica externa.  A capacidade do Estado reflete as habilidades, conhecimentos, ferramentas, equipamentos e outros recursos do Estado necessários para realizar seu trabalho com competência. Juntas, autonomia e capacidade são necessárias para que os estados implementem todas as políticas, incluindo aquelas delegadas por líderes políticos, decisões judiciais e programáticos de agências ou ministérios bem como os fins subversivos ou clandestinos sugeridos pelo uso popular do conceito de estado profundo.

## Casos

### Chechênia
Segundo a jornalista Julia Ioffe, a República Russa da Chechênia, sob a liderança de Ramzan Kadyrov, tornou-se um estado dentro de um estado em 2015.

### Egito
Em 2013, o autor Abdul-Azim Ahmed escreveu que o estado profundo estava sendo usado para se referir às redes militares de segurança egípcias, particularmente o Conselho Supremo das Forças Armadas após a revolução egípcia de 2011. Eles são "líderes não democráticos dentro de um país" cujo poder é "independente de quaisquer mudanças políticas que ocorram". Eles estão "muitas vezes escondidos sob camadas de burocracia" e podem não estar "com controle total em todos os momentos", mas têm "controle tangível de recursos-chave (sejam humanos ou financeiros)". Ele também escreveu: "O 'estado profundo' está começando a se tornar um atalho para as estruturas de poder antidemocráticas incorporadas dentro de um governo, algo do qual muito poucas democracias podem reivindicar estar livres".

### Israel
Em maio de 2020, um artigo no Haaretz descreve como as pessoas que se reuniram com o primeiro-ministro Benjamin Netanyahu "ouviram longos discursos ... que, embora ele tenha sido eleito repetidamente, na realidade, o país é controlado por um 'estado profundo'".

### Itália
O caso mais famoso é o caso da loja maçônica P2 (Propaganda Dois).  A P2 era uma loja maçônica pertencente ao Grande Oriente da Itália (GOI). Foi fundada em 1877 com o nome de Propaganda Maçônica,  no período de sua gestão pelo empresário Licio Gelli assumiu formas desviadas em relação aos estatutos da Maçonaria e tornou-se subversiva ao ordenamento jurídico italiano. A P2 foi suspensa pelo Grande Oriente da Itália em 26 de julho de 1976; posteriormente, a comissão parlamentar de inquérito sobre a loja maçônica P2 sob a presidência da Ministra Tina Anselmi concluiu o caso P2 denunciando a loja como uma verdadeira "organização criminosa" e "subversiva". Foi dissolvida com uma lei especial, a n. 17 de 25 de janeiro de 1982.

### Oriente Médio
Robert Worth argumenta que o estado profundo é "tão apto" para redes em muitos estados do Oriente Médio, onde os governos conspiraram com contrabandistas e jihadistas (Síria), veteranos jihadistas da Guerra Soviético-Afegã (Iêmen) e outros criminosos que trabalham como forças irregulares (Egito e Argélia).  Em seu livro "From Deep State to Islamic State", ele descreve um núcleo duro de regimes na Síria, Egito e Iêmen que realizaram contra-revoluções bem-sucedidas contra a Primavera Árabe nesses países, comparando-os com os mamelucos do Egito e do Levante 1250-1517, na medida em que se proclamam servos dos supostos governantes enquanto na verdade governam a si mesmos.

### Paquistão
Após a independência do Paquistão, as forças armadas paquistanesas sempre tiveram uma enorme influência na política do país.  Além das décadas de governo direto do governo militar, os militares também têm muitas restrições ao poder dos primeiros-ministros eleitos e foram acusados de ser um 'estado profundo'.

### União Soviética e Rússia pós-soviética
A polícia secreta soviética tem sido frequentemente descrita pelos historiadores como um "estado dentro de um estado". De acordo com o jornalista investigativo Yevgenia Albats, a maioria dos líderes da KGB, incluindo Lavrenty Beria , Yuri Andropov e Vladimir Kryuchkov, sempre competiu pelo poder com o Partido Comunista e manipulou os líderes comunistas.
Segundo o historiador Abdurakhman Avtorkhanov em 1991, "Não é verdade que o Departamento Político do Comitê Central do Partido Comunista seja um poder supremo. O Departamento Político é apenas uma sombra do verdadeiro poder supremo que está por trás da presidência de cada departamento. O verdadeiro poder pensa, age e dita por todos nós. O nome do poder é NKVD – MVD – MGB . O regime de Stalin não se baseia nos soviéticos , nos ideais do partido , no poder do Bureau Político ou no poder de Stalin personalidade, mas na organização e nas técnicas da polícia política soviética onde Stalin desempenha o papel do primeiro policial."  No entanto, ele também observou que "Dizer que o NKVD é 'um estado dentro do estado' significa menosprezar o importância do NKVD porque esta questão permite duas forças – um estado normal e um NKVD supernormal – enquanto a única força é o Chekismo” (Tcheka).
De acordo com o ex-general Ion Mihai Pacepa em 2006, "Na União Soviética, a KGB era um estado dentro de um estado. Agora ex-oficiais da KGB estão administrando o estado. Eles têm a custódia das 6.000 armas nucleares do país, confiadas à KGB no sucessor da KGB, rebatizado FSB , ainda tem o direito de monitorar eletronicamente a população, controlar grupos políticos, vasculhar residências e empresas, infiltrar-se no governo federal, criar sua própria frente . empresas , investiga casos e administra seu próprio sistema prisional. A União Soviética tinha um oficial da KGB para cada 428 cidadãos. A Rússia de Putin tem um agente do FSB para cada 297 cidadãos.

### Turquia
Segundo o jornalista Robert F. Worth , a expressão "deep state" teve origem na Turquia nos anos 1990, onde os militares conspiravam com traficantes de drogas e pistoleiros para travar uma guerra suja contra os insurgentes curdos.  O professor Ryan Gingeras escreveu que o termo turco "derin devlet", coloquialmente falando refere-se ao elemento criminoso ou desonesto que de alguma forma conseguiu chegar ao poder.  O jornalista Dexter Filkins escreveu sobre uma "suposta rede clandestina" de "oficiais militares e seus aliados civis" turcos que, por décadas, "suprimiram e às vezes assassinaram dissidentes, comunistas, repórteres, islâmicos, missionários cristãos e membros de grupos minoritários - qualquer um pensava em representar um ameaça à ordem secular".  O jornalista Hugh Roberts descreveu o "nexo obscuro" entre a polícia e os serviços de inteligência, "certos políticos e o crime organizado", cujos membros acreditam que estão autorizados a "fazer todo tipo de coisas inadmissíveis" porque são "guardiões dos interesses superiores da nação".

### Reino Unido
O Serviço Secreto Civil tem sido chamado de estado profundo por políticos de alto escalão. Tony Blair disse: "Você não pode subestimar o quanto eles acreditam que é seu trabalho realmente governar o país e resistir às mudanças apresentadas por pessoas que eles descartam como políticos 'aqui hoje, amanhã desaparecido'. Eles genuinamente se vêem como os verdadeiros guardiões do o interesse nacional, e pensam que o trabalho deles é simplesmente cansar você e esperar você sair."  Os esforços do Serviço Civil para frustrar os políticos eleitos é o tema da popular comédia satírica da TV BBC Yes Minister, que se originou na década de 1980.

### Estados Unidos
Desde pelo menos 2013, o estado profundo tem sido usado para descrever "uma associação híbrida de elementos do governo e partes da indústria e finanças de alto nível que é efetivamente capaz de governar os Estados Unidos sem referência ao consentimento dos governados, conforme expresso através do processo político formal”.  

As Agências de inteligência como a CIA foram acusadas por elementos do governo de Donald Trump de tentar frustrar seus objetivos políticos. Escrevendo para o The New York Times , o analista Issandr El Amani alertou contra a "crescente discórdia entre um presidente e sua base burocrática", enquanto analistas da coluna The Interpreter escreveram:
Embora o estado profundo às vezes seja discutido como uma conspiração sombria, ajuda pensar nele como um conflito político entre o líder de uma nação e suas instituições governamentais.
Segundo o comentarista político David Gergen, citado pela Time no início de 2017, o termo foi apropriado por Steve Bannon e Breitbart News  e outros apoiadores do governo Trump para deslegitimar os críticos da presidência Trump.  Em fevereiro de 2017, a teoria do estado profundo foi rejeitada pelos autores do The New York Times,  bem como do The New York Observer.  Em outubro de 2019 The New York Timesdeu credibilidade à ideia geral publicando um artigo de opinião argumentando que o estado profundo no serviço público foi criado para "combater pessoas como Trump".
Os estudiosos geralmente contestam a noção de que a burocracia do poder executivo dos EUA representa um verdadeiro estado profundo como o termo é formalmente entendido, mas têm várias opiniões sobre o papel dessa burocracia em restringir ou empoderar o presidente dos EUA.

### Venezuela
O Cártel de los Soles, um grupo de altos funcionários do governo bolivariano da Venezuela, foi descrito como "uma série de redes muitas vezes concorrentes enterradas profundamente no regime chavista". Após a Revolução Bolivariana, o governo bolivariano inicialmente desfalcou até que não houvesse mais fundos para desviar, o que exigiu que eles se voltassem para o narcotráfico. O presidente Hugo Chávez fez parcerias com a milícia de esquerda colombiana Forças Armadas Revolucionárias da Colômbia (FARC) e seu sucessor Nicolás Maduro deu continuidade ao processo, promovendo funcionários a cargos de alto escalão após serem acusados de tráfico de drogas.

### Brasil
Em sua notável obra Os donos do poder: formação do patronato político brasileiro, o advogado e sociólogo brasileiro Raimundo Faoro argumenta que o moderno estado capitalista brasileiro tem sua base instituída na racionalidade industrial e técnica, autoritária, individualista, pela qual se busca manipular e controlar o povo através de uma forma de poder institucionalizada, chamada patrimonialismo. O poder patrimonialista vai se adequando as novas situações históricas, criando um efeito estabilizador, mas, somente através do controle rígido sobre toda a vida social e econômica do país. Apesar da falsa aparência democrática, uma parte da população, atrelada ao Estado, controlará o restante do povo, de modo autoritário. Em resumo, estabelece o conflito central da sociedade brasileira de um lado, o estamento burocrático (Estado) e seus aliados, os quais guardam para si todo o poder, recursos e privilégios, e, do outro lado, o restante do povo,  o qual é controlado, manipulado e abusado pelo estamento burocrático, o "estado profundo" brasileiro. Outra referência importante é o livro "Brasil: capitalismo de laços", do autor Sergio Lazzarini.